# Schelde
A Schelde (hollandul, IPA: [ˈsxɛldə]ⓘ, franciául Escaut [ɛsko], latinul Scaldis) egy 350 km hosszú folyó Északnyugat-Európában, amely Franciaországban ered, keresztülfolyik Belgiumon és Hollandiában éri el az Északi-tengert. 

## Neve
A folyó neve a hollandul „sekélyt” jelent.

## Folyása

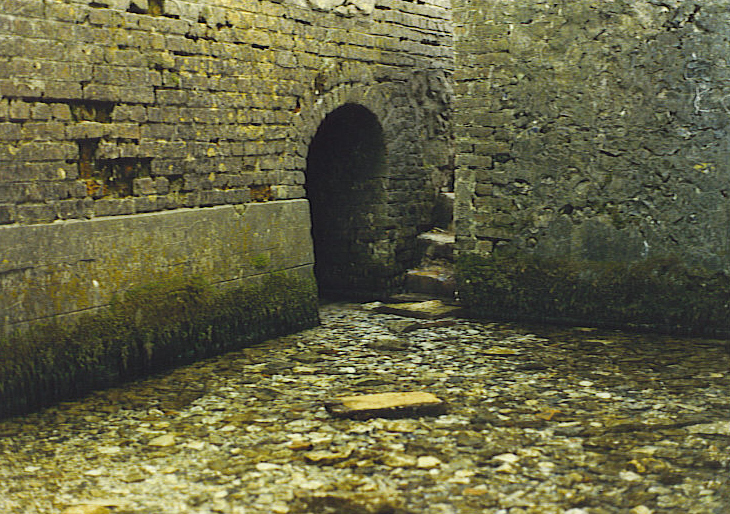
A Schelde forrása Gouy városa közelében

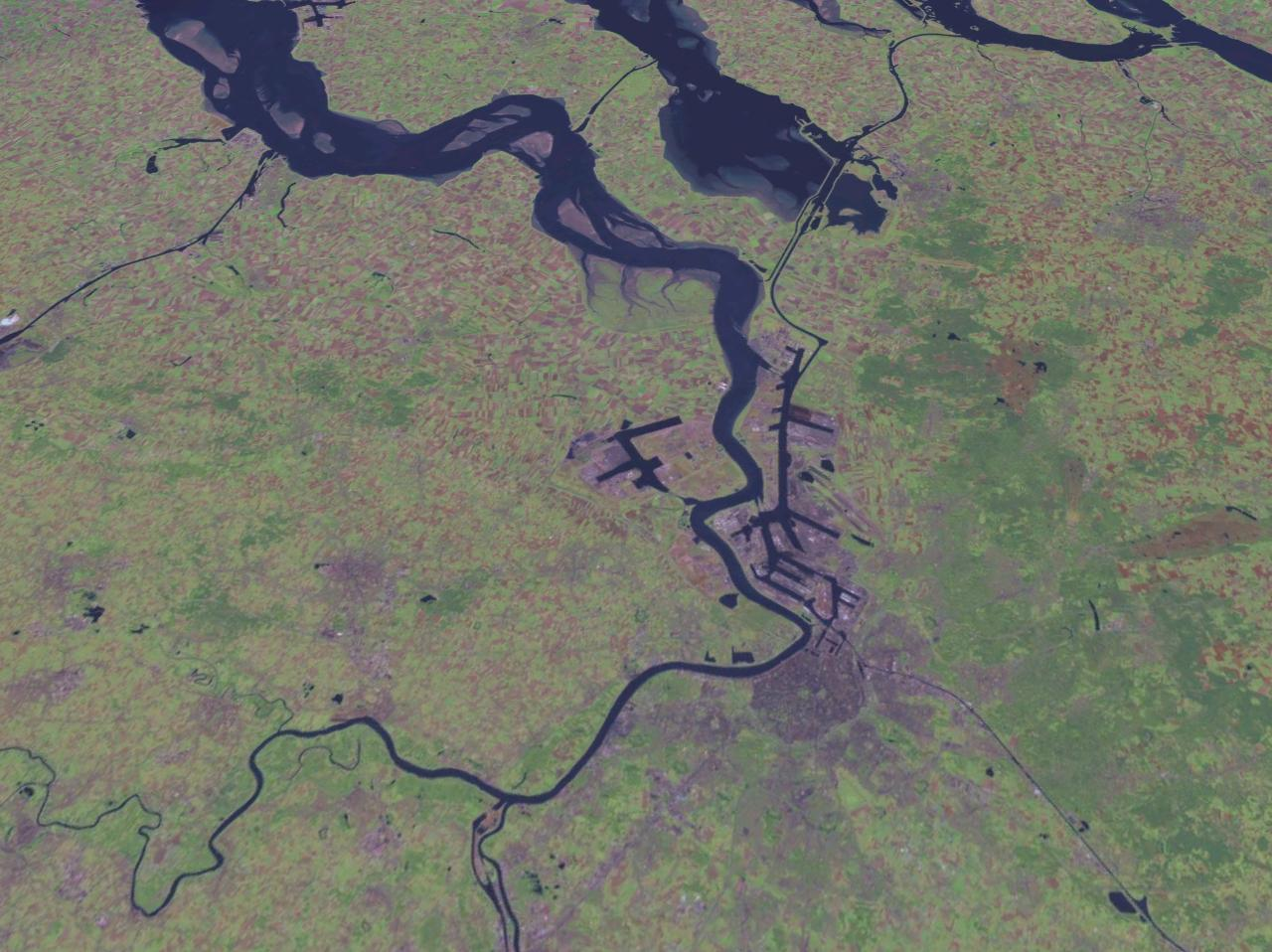
A Schelde folyása Antwerpen közelében egy mesterségesen színezett műholdképen

A Schelde forrása Gouy település közelében, a francia Aisne megyében (départment) található. Innen észak felé folyik Cambrai és Valenciennes városokon keresztül és Tournai mellett lép Belgium területére. Gent városa mellett ömlik bele legnagyobb mellékfolyója, a Lys, és ezután a Schelde keletnek fordul. A folyó mellett fekvő legnagyobb város, Antwerpen után a folyó nyugatnak veszi az irányt és Hollandia területére lépve éri el az Északi-tengert.
Miután a folyó elérte a Holland-síkság területét, eredetileg két ágra szakadt, az Keleti-Schelde (Oosterschelde) és a Nyugati-Schelde (Westerschelde). A 19. században azonban a keleti ágat elvágták a folyó fő medrétől, amikor megépítették a Zuid-Beveland területet Észak-Brabant tartománnyal összekötő gátat. Ezért ma a Schelde torkolatának csak a nyugati ága (Westerschelde) éri el a tengert, Terneuzen városa mellett elhaladva Breskens és Vlissingen (Flushing) települések között.
A Schelde az egyik legfontosabb németalföldi vízi közlekedési út, amely torkolatától egészen a francia Cambrai városáig hajózható. Európa második legnagyobb kikötője, az antwerpeni is jórészt a Schelde adottságainak köszönhette helyzetét, mivel nincs közvetlen tengeri kijárata. Számos mesterséges víziút, mint például az Albert-csatorna, köti össze a Schelde folyót a Rajna, Maas (Meuse) és Szajna folyókkal, valamint a Brüsszel, Liège, Lille, Dunkerque és Mons körüli iparvidékekkel.
A Schelde az alábbi francia megyéket, belga tartományokat és holland tartományokat érinti:
- Aisne (Franciaország): Gouy
- Nord (F): Cambrai, Denain, Valenciennes
- Hainaut (Belgium): Tournai
- Nyugat-Flandria (B): Avelgem, Kortrijk, Harelbeke, Waregem
- Kelet-Flandria (B): Oudenaarde, Gent, Dendermonde, Temse
- Antwerpen (B): Antwerpen
- Zeeland (Hollandia): Terneuzen, Flushing

## Történelmi jelentősége
A Schelde folyása és torkolata mindig jelentős kereskedelmi és katonai jelentőséggel bírt. A római időkben a folyón szállították a Britannia meghódítására induló légiókat és azok utánpótlását. A torkolat környékét a frank törzsek vették birtokukba i. sz. 260 körül. Előbb mint folyami kalózok zavarták a római hajózást, de később azok szövetségesei lettek. A Frank Birodalom kialakulása, majd felbomlása során a Schelde végül határfolyó lett a birodalom nyugati és keleti része, azaz a későbbi Francia Királyság és a Német-római Birodalom között.
A két birodalom egészen 1528-ig nézett farkasszemet egymással a folyó felett, amikor V. Károly német-római császár a Habsburg-család uralma alatt egyesítette a németalföldi tartományokat és megalapította a Tizenhét Tartományt. Abban az időben Antwerpen volt Európa nyugati felének legfontosabb kikötője és teljes mértékben a Schelde hajózhatóságán múlott működése. A németalföldi protestánsok elleni küzdelemben a spanyolok elfoglalták Antwerpent, de a holland lázadók megszállták a ma Tengermenti Flandria (Zeeuws-Vlaanderen) néven ismert földsávot a Schelde bal partján, és teljesen lezárták a folyót. A blokád miatt Antwerpenben a kereskedelmi hajózás megbénult, ezzel párhuzamosan Rotterdam kikötője fejlődött fel – ami máig fájó seb a hollandok és belgák kapcsolatában.
A Schelde folyón való hajózás joga volt az oka az 1784-es háborúnak Hollandia és az Osztrák-Németalföld között, majd miután a francia forradalmi hadsereg mindkét országot elfoglalta, a folyót ismét megnyitották a kereskedelmi hajózás előtt. Miután 1830-ban Belgium elnyerte önállóságát Hollandiától, a két ország szerződést kötött, amelyben rögzítették a szabad hajózás jogát a Schelde teljes hosszában.
A második világháború utolsó szakaszában a Schelde torkolata ismét stratégiai jelentőséget nyert, miután a szövetséges hatalmak 1944 szeptemberében elfoglalták Antwerpent, de a németek jelentős erőket állomásoztattak a torkolatvidék északi és nyugati részén, lezárva a kikötőt a szövetséges utánpótlás-konvojok elől. A Kanadai Első Hadseregnek csak 1944 novemberére sikerült teljesen megtisztítani a torkolatvidéket a németektől, és megnyitni a folyót a hajóforgalom előtt.
Legutóbb 2007-ben írt alá szerződést a Hollandia és Belgium a Scheldével kapcsolatos viták rendezéséről.

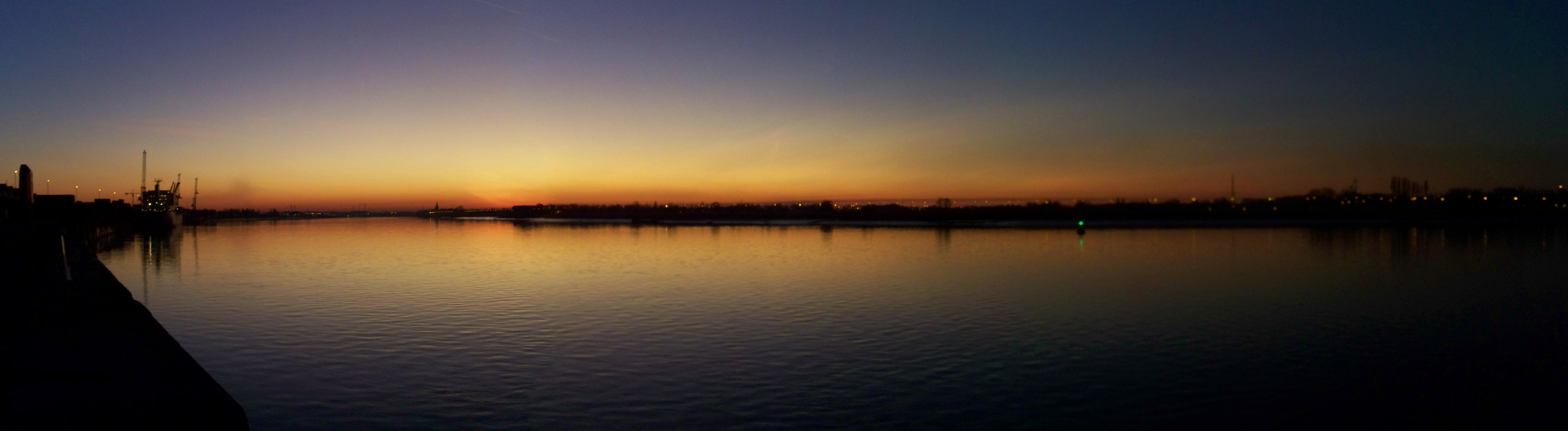
Naplemente a Schelde felett, Antwerpen közelében

## Jövője
A folyó, mint Belgium és Németalföld egyik legjelentősebb vízi útja, meglehetősen borús jövő előtt áll: flamand egyetemi kutatások alapján a folyó vízhozama és vízszintje jelentősen csökkenni fog, elsősorban a globális klímaváltozás eredményeként. A folyó vízhozama a történelmileg feljegyzett átlagos értékhez képest 30–50%-kal csökkent és az elkövetkező 15 évben további 10-15%-os csökkenést prognosztizálnak- A víz szintjének csökkenése hátrányosan érinti a folyó mellett fekvő településeket és a környék mezőgazdaságát is.